# Waray-Waray
Waray-Waray, auch Winaray oder L(in)eyte-Samarnon genannt, ist eine Sprache, die auf den Philippinen in den Gegenden Samar, Nordsamar, Ostsamar, Leyte (östlicher Teil) und Biliran gesprochen wird. Ihr Name leitet sich von der Bezeichnung der Ethnie der Waray, deren Muttersprache sie ist, ab. Von anderen Ethnien wird sie höchstens als Zweitsprache gesprochen.
Die Sprache gehört innerhalb der Sprachfamilie der austronesischen Sprachen zum Zweig der visayanischen Sprachen und ist auch mit Cebuano verwandt, wobei die Sprache aber noch weit mehr Ähnlichkeiten mit Hiligaynon aufweist. Nach diesen beiden ist sie die am drittmeisten gesprochene Sprache dieses Sprachzweigs.

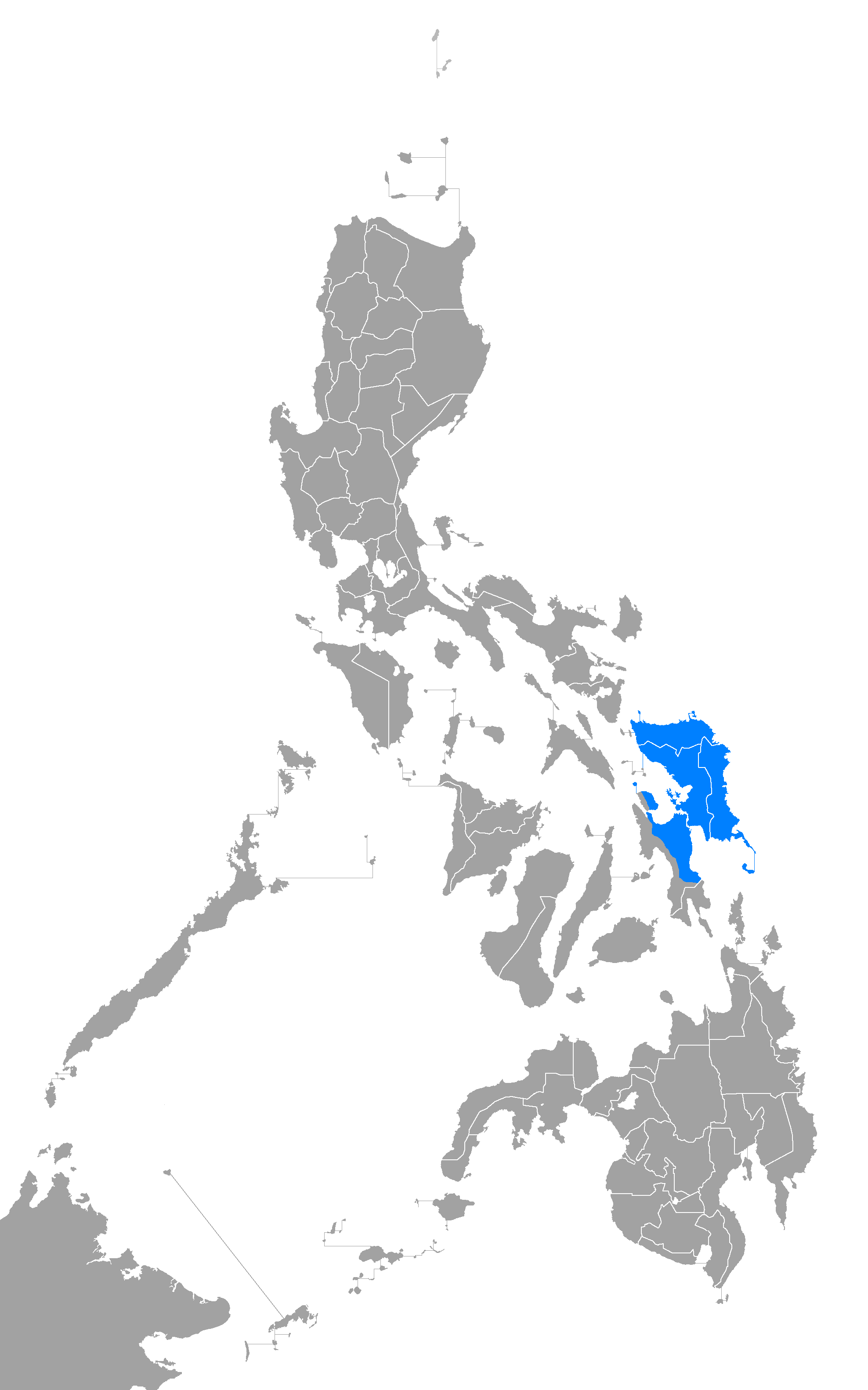
Sprachgebiet von Waray-Waray, auf den Philippinen

## Phonetik und Phonologie

### Konsonanten
Waray-Waray hat insgesamt 16 Konsonantenphoneme: /p, t, k, b, d, ɡ, m, n, ŋ, s, h, w, l, ɾ, j, ʔ/.

#### Plosive
Die Stimmeinsatzzeit (Voice Onset Time; VOT) der stimmlosen Plosive wie z. B. /p, t, k/ ist sehr gering. Dies bedeutet, dass die Aspiration, falls vorhanden, nur sehr gering ausfällt.
Parallel dazu treten stimmhafte Plosive wie /b, d, ɡ/ stets komplett stimmhaft auf; dies auch am Wortende.

### Vokale
Waray-Waray hat drei Vokalphoneme: /a/ [a], /i/ [ɛ ~ i], und /u/ [o ~ u].
Die Verwendung von u anstelle eines o oder ɔ wird also nie zu einem Bedeutungsunterschied führen, da sie freie Varianten sind und die Verwendung somit dialektal oder soziolektal bedingt ist.
Orthographisch bedeutet dies, dass ‚o‘ und ‚u‘ austauschbar sind, was zu großen orthographischen Varianten von Wörtern bei Waray-Waray-Muttersprachlern führt.

## Beispiele

### Zahlen
Die Zahlen werden von 1 bis 10 in ihrer Muttersprache ausgesprochen. Ab 11 werden heute ausschließlich die spanischen Ziffern verwendet, da der Mehrheit der Muttersprachler die Zahlen ab 11 mangels Verwendung nahezu unbekannt sind.
| Eins   | Usá              |
| Zwei   | Duhá             |
| Drei   | Tuló             |
| Vier   | Upat             |
| Fünf   | Limá             |
| Sechs  | Unom             |
| Sieben | Pitó             |
| Acht   | Waló             |
| Neun   | Siyám            |
| Zehn   | Napúlô           |
| Elf    | (Napúlô kag usá) |

### Einige typische Wörter und Sätze
Unten sind einige typische Sätze, die in der Sprache Waray-Waray verwendet werden, aufgeführt:
- Guten Morgen (Mittag/Nachmittag/Abend) – Maupay nga aga (udto/kulop/gab-i)
- Verstehen sie Waray? – Nakakaintindi ka hit Winaray?
- Hallo – Kumusta
- Danke – Salamat
- Ich liebe dich – Hinihigugma ko ikaw oder Ginhihigugma ko ikaw
- Woher kommen Sie? – Taga diin ka?
- Wie viel kostet das? – Tag pira ini?
- Ich verstehe (Sie) nicht – Diri ako nakakaintindi
- Was – Ano
- Wer – Hin-o
- Wo – Hain
- Wann (Zukunft) – San-o
- Wann (Vergangenheit) – Kakan-o
- Warum – Kay-ano
- Ja – Oo
- Nein – Dire
- Da – Adto
- Nacht – Gab-i
- Tag – Adlaw
- dort – adto
- Kann ich helfen? – Pwedi bumulig

## Orthographie
Obwohl die heute nicht mehr bestehende Sanghiran San Binisaya ha Samar ug Leyte (Akademie der Visayanischen Sprachen von Samar und Leyte) eine standardisierte Orthographie ausformuliert hat, war diese nie weit verbreitet. Daher besteht auch heute noch keine offizielle und allgemein akzeptierte Orthographie. Es scheint jedoch einen gewissen gesellschaftlichen Konsens über die Schreibung von Konsonanten zu geben, welcher wohl durch die Orthographie der Nationalsprache Filipino bedingt ist.
Keinen Konsens scheint es bei der Verschriftlichung des Glottisverschlusslautes zu geben, welcher entweder durch ein ‚-‘ oder ein ‚'‘ wiedergegeben wird oder nicht dargestellt wird. Orthographische Varianten sind häufig auch durch die unterschiedliche Schreibweise der Vokale bedingt; dadurch kann es oft zwei oder mehrere orthographische Varianten geben.
- diri oder dire („nein“)
- hira oder hera („ihnen“)
- pira oder pera („Geld“ – kann auch „wie viele?“ bedeuten)
- maopay oder maupay oder ma-upay („gut“)
- guinhatag oder ginhatag („gab“)
- direcho oder diritso („vorwärts“; aus dem Spanischen)